# Михайлов, Геннадий Георгиевич
Генна́дий Гео́ргиевич Миха́йлов (25 сентября 1937, Челябинск — 28 февраля 2024, Челябинск) — советский и российский учёный, доктор технических наук (1986), профессор (1988), проректор ЧПИ-ЧГТУ-ЮУрГУ по учебной работе (1989—2005). Обладатель ряда наград . Заслуженный деятель науки Российской Федерации (1996).

## Биография
Родился 26 сентября 1937 года в Челябинске. Окончив среднюю школу с серебряной медалью, в 1955 году поступил без экзаменов (как медалист) на металлургический факультет Челябинского политехнического института (ЧПИ, позднее ЧГТУ, ныне ЮУрГУ), окончив его с отличием в 1960 году. После вуза занялся преподавательской работой на новосозданной кафедре физико-химических исследований металлургических процессов.
В 1966 году защитил кандидатскую, а в 1986 году докторскую диссертацию на тему «Термодинамические принципы оптимизации процессов раскисления стали и модифицирования неметаллических включений».
С 1968 года — доцент кафедры, с 1988 года утверждён в учёном звании профессора. С 1971 года — заведующий кафедрой физической химии (ныне кафедра материаловедения и физико-химии материалов). С 1989 по 2005 год работал проректором по учебной работе, в течение десятилетия — с 2006 по 2016 год — декан физико-металлургического факультета ЮУрГУ.
Хобби — строительство моделей кораблей.

### Смерть
Скончался 28 февраля 2024 года в Челябинске на 87-м году жизни.

## Научная деятельность
Создатель термодинамической теории глубокого рафинирования стали, включая способы построения диаграмм рафинирования стали. Решил количественную задачу комплексного раскисления стали.
Опубликовал 6 монографий, 2 учебных пособия с грифом УМО и около 500 статей в научных журналах и сборниках, автор 12 авторских свидетельств и 7 патентов.
Научный руководитель 25 кандидатов технических и химических наук и 1 доктора технических наук.

### Должности
- Руководитель ПНР-2 «Рациональное использование ресурсов и энергии в металлургии».
- Научный руководитель аспирантуры по направлению Металлургия черных, цветных и редких металлов (05.16.02).
- Член диссертационного совета по присуждению учёных степеней Д.212.298.04 по специальности 02.00.04 — физическая химия
- Член диссертационного совета по присуждению учёных степеней Д.212.298.01 по специальности 05.16.01 — металлургия черных, цветных и редких металлов
- Член президиума Учебно-методического объединения по подготовке кадров для металлургии и материаловедения.
- Ответственный редактор журнала «Вестник Южно-Уральского государственного университета. Сер. Металлургия» (с 2009).
- Академик Академии наук высшей школы.
- Член президиума Уральского отделения Международной академии наук высшей школы.
- Почётный Президент Челябинской региональной просветительской общественной организации Общество «Знание»[6].

### Основные труды
Некоторые работы:
- Михайлов Г. Г., Поволоцкий Д. А., «Термодинамика раскисления стали». Москва, издательство «Металлургия», 1993. 144 с.
- Михайлов Г. Г., Леонович Б. И., Кузнецов Ю. С., «Термодинамика металлургических процессов и систем». Москва, издательский дом МИСиС. 2009, 519 с.
- Чернобровин В. П., Пашкеев И. Ю., Михайлов Г. Г., Лыкасов А. А., Сенин А. В., Толканов О. А., «Теоретические основы процессов производства углеродистого феррохрома из Уральских руд». Челябинск, издательство ЮУрГУ, 2004. 346 с.
- Расчеты металлургических процессов производства меди / Елесеев Е. И., Вольхин А. И., Михайлов Г. Г. и др. — Челябинск: Изд. центр ЮУрГУ, 2012. — 221 c.;
- Термодинамика металлургических шлаков / Михайлов Г. Г., Антоненко В. И. — М.: Издательский дом МИСиС, 2013. — 173 с.;
- Фазовые равновесия в многокомпонентных системах с жидкими цветными металлами / Михайлов Г. Г., Трофимов Е. А., Сидоренко А. Ю. — М.: Издательский дом МИСиС, 2014. — 157 с.

## Признание и награды
Государственные награды и звания:
- Орден Почёта (2004);
- Медаль ордена «За заслуги перед Отечеством» II степени (1999);
- Медаль «За освоение целинных земель» (1957);
- Медаль «За доблестный труд»;
- Юбилейная медаль «300 лет Российскому флоту» (2004);
- Заслуженный деятель науки Российской Федерации (1996);
- Почётный работник высшего образования РФ (1997);
- Почётный металлург (2003).

Награды Роскосмоса:
- Медаль имени академика Н. А. Семихатова;
- Медаль имени академика В. П. Макеева (2005);
- Медаль имени академика С. П. Королёва (1995).

Награды общества «Знание»:
- Медаль имени академика И. И. Артоболевского;
- Медаль «В честь 300-летия со дня рождения М. В. Ломоносова».

Награды Московского института стали и сплавов:
- Орден «За заслуги в науке о металлах» (2006);
- Орден «За заслуги в материаловедении».

Другие награды:
- Почётный профессор ЮУрГУ;
- Медаль «За заслуги в создании вооружения и военной техники» им. В. Г. Грабина (Росвооружение);
- Лауреат премии Законодательного собрания Челябинской области (2004).